# جو فرازير
جو فرازير (بالإنجليزية: Joe Fraser) هو لاعب جمباز فني بريطاني، ولد في 6 ديسمبر 1998 في برمنغهام في المملكة المتحدة.

## وصلات خارجية
- جو فرازير على موقع الاتحاد الدولي للجمباز (licence) (الإنجليزية)
- جو فرازير على موقع الاتحاد الدولي للجمباز (biography) (الإنجليزية)
- جو فرازير على موقع اللجنة الأولمبية الدولية (الإنجليزية)
- جو فرازير على موقع أوليمبيديا (الإنجليزية)
- جو فرازير على موقع اللجنة الأولمبية البريطانية (الإنجليزية)